# Korsvegen
Korsvegen este o localitate din comuna Melhus, provincia Sør-Trøndelag, Norvegia.